# Samat Smaqow
Samat Qabiruly Smaqow (kasachisch Самат Қабирұлы Смақов Samat Qabirūly Smaqov; russisch Самат Кабирович Смаков Samat Kabirowitsch Smakow; * 8. Dezember 1978 in Semipalatinsk, Kasachische SSR) ist ein ehemaliger kasachischer Fußballspieler.

## Karriere
Samat Smaqow begann seine Karriere 1997 beim Yelimai Semipalatinsk, wo er 1998 die kasachische Meisterschaft gewinnen konnte. 1999 wechselte er zu Irtysch Pawlodar und wurde erneut zum Meister. Nach weiterer Station in Russland beim FK Rostow kehrte er 2002 nach Kasachstan zu Zhenis Astana zurück, mit dem er den kasachischen Pokal gewann. Die Saison 2003 verbrachte er wieder beim FC Semei. Von 2004 bis 2006 stand er beim Kairat Almaty unter Vertrag. In dieser Zeit gewann er 2004 zum dritten Mal die kasachische Meisterschaft. Von 2007 bis 2012 spielte der Verteidiger beim FK Aqtöbe, mit dem er drei Mal hintereinander (2007–2009) die kasachische Meisterschaft und 2008 erneut den Pokal gewinnen konnte.
Im Januar 2013 wechselte er zum türkischen Zweitligisten Çaykur Rizespor.

## Nationalmannschaft
Samat Smaqow wurde 76 Mal in der Kasachischen Fußballnationalmannschaft eingesetzt und erzielte dabei 2 Tore. Er ist aktuell Kasachstans Rekordnationalspieler.

## Erfolge und Auszeichnungen
Yelimai Semipalatinsk
- Kasachischer Meister: 1998

Ertis Pawlodar
- Kasachischer Meister: 1999

Schenis Astana
- Kasachischer Pokalsieger: 2002

FK Qairat Almaty
- Kasachischer Meister: 2004

FK Aqtöbe
- Kasachischer Meister: 2007, 2008, 2009
- Kasachischer Pokalsieger: 2008
- Kasachischer Supercupsieger: 2008, 2010

Persönlich
- Fußballer des Jahres in Kasachstan: 2004, 2008